# Morarps- och Mörhulta mosse
Morarps- och Mörhulta mosse este o arie protejată (arie specială de conservare — SAC, sit de importanță comunitară — SCI, arie de protecție specială avifaunistică — SPA) din Suedia întinsă pe o suprafață de 568,5 ha, integral pe uscat.

## Localizare
Centrul sitului Morarps- och Mörhulta mosse este situat la coordonatele 57°30′23″N 14°15′06″E / 57.5064°N 14.2517°E.

## Înființare
Situl Morarps- och Mörhulta mosse a fost declarat sit de importanță comunitară în mai 2006 pentru a proteja 6 specii de animale. Alte tipuri de protecție:
- arie de protecție specială avifaunistică (în mai 2006)[2]
- arie specială de conservare (în ianuarie 2014)[1][3][4]

## Biodiversitate
Situată în ecoregiunea boreală, aria protejată conține 1 habitat natural: Turbării active.
La baza desemnării sitului se află mai multe specii protejate de  păsări (6): lebădă de iarnă (Cygnus cygnus), cufundar mic (Gavia stellata), cocor (Grus grus), ploier auriu (Pluvialis apricaria), cocoșul de mesteacăn (Tetrao tetrix tetrix), fluierar de mlaștină (Tringa glareola).